# 愛しい人へ (ET-KINGの曲)
「愛しい人へ」（いとしいひとへ）は、日本のJ-POPユニット、ET-KINGの5枚目（メジャー3枚目）のシングルである。発売元はユニバーサルミュージック。

## 解説
- CDの売り上げはあまり伸びなかったが、デジタル・ダウンロード件数100万件を超えた[1]。
- 「愛しい人へ」のサビの「おまえとおったらおもろいわ」の「おまえ」部分に、女性名を歌い込んだ着うたを126パターン作成して配信した。「同一楽曲でのバージョン違いが史上最多」としてギネスブックに申請している[2]。この126パターンは、明治安田生命保険が毎年行なっている『生まれ年別名前調査』の、1912年～2005年の全94年分の名前トップ10からピックアップしたもの。

## 収録曲
1. 愛しい人へ  
作詞：ET-KING
作曲：ET-KING・NAOKI-T
Produced by NAOKI-T
2. NANIWA
作詞：ET-KING
作曲：TENN・イトキン
3. 愛しい人へ [Instrumental]
4. NANIWA [Instrumental]

## タイアップ
- 愛しい人へ
  - テレビ東京系『元祖!でぶや』エンディング・テーマ
  - テレビ東京系『JAPAN COUNTDOWN』1月度エンディング・テーマ
  - 毎日放送MBS PUSH OUT(2007年1月~〜3月)

## 収録CD,DVD
CD
- LOVE & SOUL (# 1)
- シングル コレクション! ( # 4)
- ブライダルコレクション! (# 3)
- ET-KING BEST (# 5)
- 20th Anniversary ALL TIME BEST -Journey-  (Disc 1、 # 4)

DVD
- 見放題!～ET-KING VIDEO CLIP COLLECTION～  (# 3)
- LIVE TOUR 2008“どてっぱらにどっかん” (# 11)
- LIVE TOUR 2009~老若男女灼熱謝恩ダンスホール  (# 6)
- ワンマンライブ「歌えや大阪! 踊れや日本!」 (# 4)
- ライブ シングルコレクション!  (# 4)
- ET-KING結成15周年記念全国ツアー～おまえとおったらおもろいわ!～  (# 20)

参加作品
- DJ KAORI'S JMIX
愛しい人へ
- アイのうた
愛しい人へ
- モバ♥うた
愛しい人へ
- 恋のうた -泣きラブ
愛しい人へ 2010
- アイのうた WINTER REMIX 
愛しい人へ　DJ HASEBE Winter Remix-